# Il bianco e il nero
Il bianco e il nero (Noughts & Crosses) è un romanzo della scrittrice britannica Malorie Blackman, pubblicato nel 2001. L'edizione italiana è stata pubblicata nel giugno del 2011 da Rizzoli Editore.
Il romanzo è ambientato in una situazione di ucronia, in cui l'evoluzione umana aveva già preso avvio, nonostante la Pangea fosse ancora intatta. All'interno della distopia, il popolo africano aveva guadagnato nel corso della storia un significativo vantaggio tecnologico e organizzativo nei confronti degli europei. Pertanto, data la loro netta inferiorità, questi ultimi erano divenuti schiavi degli africani. Nel testo, la schiavitù è stata abolita, ma permane una sorta di segregazione tesa a far mantenere ai Cross (gli africani) il controllo sui Nought (gli europei).
Tuttavia, il raggruppamento delle varie nazioni del mondo in un unico supercontinente e la mancanza di difese naturali hanno costretto le nazioni di questo ucronico mondo ad adattarsi per imparare a collaborare: di qui la necessità di un'organizzazione chiamata Comunità Economica Pangeana, che richiama sia quella delle Nazioni Unite, sia l'Unione europea, svolgendo un ruolo di potere di fatto coercitivo.

## Trama
Se vai in cerca di guai, prima o poi li troverai.
Noi uomini siamo pur sempre soltanto uomini. Troveremo sempre il modo per rovinare tutto, chiunque sia al potere.»
Persephone Hadley (soprannominata Sephy) è una Cross (una donna dalla pelle scura), figlia di un politico di nome Kamal Hadley, uomo avido e potente. Callum McGregor, invece, è un Nought (un uomo dalla pelle chiara). I due si conoscono dall'infanzia e spesso giocano insieme nel periodo in cui Meggie McGregor (madre di Callum), assunta come bambinaia, lavorava da Jasmine Hadley (madre di Sephy).
Tuttavia, tra le due famiglie si verificano attriti quando Jasmine licenzia Meggie, non avendo quest'ultima potuto fornire un alibi per Jasmine, il cui marito aveva maturato dei sospetti sulla sua fedeltà: da allora, Sephy e Callum hanno sviluppato la loro amicizia in segreto, dacché i rapporti interrazziali sono malvisti dalla società, così come, nell'universo non ucronico, lo erano specialmente nel sud degli Stati Uniti prima del 1960.
Callum è uno dei primi Nought a frequentare la Heathcroft High, una scuola soprattutto per Cross e solo per i migliori: Sephy è felice di scoprire che Callum è nella sua classe. La maggior parte dei suoi compagni di studi non accetta la sua amicizia con Callum, poiché lo considerano un inferiore, ma Sephy non se ne cura.
Nel frattempo, la vita delle famiglie prosegue tra vicende drammatiche: il fratello e il padre di Callum si sono uniti alla Milizia di Liberazione (LM), un'organizzazione terroristica violenta che promuove la parità tra le due razze; la madre di Sephy cede all'alcolismo; la sorella maggiore di Callum, Lynette, si suicida gettandosi davanti a un autobus.
Solo Callum, cui Lynette ha lasciato un biglietto segreto, è a conoscenza della vera motivazione della morte di Lynette (la sua depressione per la morte del suo fidanzato cross), mentre il resto della famiglia lo considera un tragico incidente.
Più tardi, il fratello maggiore di Callum, Jude, e il padre, Ryan, sono accusati di un letale attentato commesso al centro commerciale dalla Milizia di Liberazione: Callum viene dunque espulso dalla scuola, mentre il patibolo attende Ryan. Jasmine, per amicizia nei confronti della famiglia McGregor, assume segretamente un importante avvocato cross per difendere Ryan: il nought scampa all'impiccagione e viene condannato all'ergastolo, ma verrà ucciso da un recinto elettrico durante un tentativo di fuga dalla prigione.
Sephy chiede alla madre di frequentare il collegio Chivers; dopo forti esitazioni, le darà il permesso. La giovane intanto scrive una lettera a Callum (il rapporto con il quale si è approfondito) e gli chiede di fuggire con lei, cogliendo l'occasione della partenza da casa, ma lo avverte che, se lui non la contatterà, partirà per Chivers. Callum decide di aderire alla Milizia di Liberazione (Fronte di Liberazione), contro la volontà di sua madre, e non leggerà la lettera finché non sarà troppo tardi.
La giovane, non avendo ricevuto risposta e convinta dunque che il loro rapporto fosse importante solo per lei, decide di concludere la loro amicizia. Quando, anni dopo, torna a casa dal collegio, legge una lettera di Callum che le dà appuntamento alla spiaggia privata della famiglia. Sephy vi trova Callum con gli altri membri della Milizia, che la prendono in ostaggio: Jude la colpisce allo stomaco e lei viene sequestrata.
Il secondo generale al comando della Milizia, Andrew Dorn, visita Callum e gli altri membri, ma pochi sanno che il generale lavora segretamente per Kamal Hadley. Più tardi, Callum va a visitare Sephy nella stanza in cui è detenuta: egli le dice che ha letto la sua lettera solo venti minuti prima che lei partisse per Chivers.
Il loro amore si riaccende e i due si uniscono. Più tardi, quando Jude entra nella stanza e trova Sephy in lacrime, incolpa suo fratello di aver stuprato la ragazza, ma Callum reagisce negando: mentre i due rissano, Sephy trova una via di fuga per scappare tra i boschi. Callum la ritrova nascosta e le dà istruzioni per fuggire, avvertendola delle alleanze e della pericolosità di Andrew Dorn; inoltre depista Jude e Morgan (un altro superstite) che la inseguono.
I tre membri del Fronte decidono di dividersi e di mantenere un basso profilo per sei mesi: si incontreranno di nuovo al compleanno di Callum. Sephy, tornata a casa, scopre, mediante un test di gravidanza, di essere incinta e chiede alla sorella Minerva di non dir nulla dei suoi malesseri. In seguito, Callum, che lavora come meccanico (per una copertura), apprenderà del fatto da un annuncio alla radio di Kamal Hadley: rabbioso, spacca l'apparecchio contro il muro e scappa. A loro volta, i genitori di Sephy le impongono di abortire, ma lei non vuole. 
Callum incontra Sephy nel giardino di rose a casa Hadley e apprende che il figlio è frutto del loro amore: decidono quindi che se il bambino sarà un maschio lo chiameranno Ryan (in onore del padre di lui, deceduto) e se sarà una femmina il suo nome sarà Rose e lui la chiamerà Callie Rose. Callum però viene trovato nel roseto, colpito mentre fugge e ammanettato: invano Sephy cerca di spiegare che non è stata violentata, la sentenza emessa contro Callum è di impiccagione.Kamal avverte la figlia che solo abortando potrà salvare il suo amante, ma lei non vuole condannare il bambino. 
Il giorno dell'impiccagione, Callum chiede alla guardia Jack di consegnare una sua lettera a Sephy. Quando le guardie del carcere lo portano al patibolo, sente un grido alzarsi dalla folla: non riesce a vederla prima che gli si alzi il cappuccio, ma è la voce di Sephy a gridargli che lei lo ama e che anche il bambino lo amerà; così prima di morire impiccato egli le risponde che l'amore è ricambiato. 
La verità che Sephy scoprirà successivamente nella lettera di Callum è che, contrariamente a quanto affermato in una lettera precedente, Callum l'amava profondamente. Nella lettera che riceve prima della sua esecuzione, Callum esprime i suoi veri sentimenti, rivelando che non ha mai smesso di amarla e desiderava ardentemente stare con lei. Questa lettera è un tentativo di chiarire i suoi sentimenti autentici, in contrasto con l'altra lettera scritta sotto pressione, in cui sembrava negare il loro amore. La scoperta di questa verità porta Sephy a una profonda crisi emotiva, poiché si rende conto della vera natura del loro legame e delle circostanze tragiche che hanno portato alla loro separazione definitiva.

## Altri romanzi

### Occhio per Occhio
La nuova edizione chiamata Occhio per Occhio (An Eye For An Eye) è un racconto che offre uno sguardo agli eventi del romanzo Il filo del coltello. È stato scritto per la Giornata mondiale del libro e del diritto d'autore nel 2003 ed è stato ripubblicato in una nuova edizione de Il bianco e il nero. Il racconto descrive una sera, mentre Sephy è incinta di Callie Rose, e quando sua sorella Minerva le fa visita. 
Poco dopo, Jude arriva per uccidere Sephy, ma quando lui tenta di farlo, tutto va male per lui.
La storia inizia con Jude che osserva Sephy entrare nel suo condominio, rivelando che ha intenzione di ucciderla. Sfortunatamente per lui, Minerva, la sorella di Sephy, è nell'appartamento. Minerva cerca di convincere Sephy a tornare a vivere con lei e la loro madre, Jasmine, ma Sephy rifiuta e cerca di fare congedare Minerva, così Jude entra nell'appartamento.Sephy dice a Jude che sapeva che aveva intenzione di ucciderla poco prima di mezzanotte, poiché quel giorno è il compleanno di Callum. Jude crede che Sephy sia responsabile della morte di Callum e vuole assicurarsi che lei non viva, visto che Callum non ha vissuto abbastanza per vedere il suo prossimo compleanno. Sephy non è allarmata e non protesta, ma Minerva è nel panico. Sephy dice a Jude che, uccidendola, le farebbe un favore, perché le manca Callum.
Quando Minerva prova a farle cambiare idea, Sephy dichiara di odiare il bambino, perché era vivo e non Callum, e che avrebbe dovuto essere il contrario. (Questa è una menzogna, poiché Sephy minaccia poi di uccidere Jude se farà mai del male a suo figlio).
Sephy comincia a provocare Jude, dicendo che lei e Callum si amavano, e che suo padre (Kamal Hadley) le offrì una scelta: avrebbe potuto tenere il bambino e lasciare che Callum fosse impiccato, oppure ottenere un aborto e salvare la sua vita; Callum sarebbe stato solo imprigionato. Jude perde la calma e cerca di sparare a Sephy, ma la sua pistola si inceppa. Minerva, nel tentativo di salvare Sephy e se stessa, corre verso la porta d'ingresso urlando per attirare l'attenzione. Questo non solo non funziona, ma Jude le spara anche alla spalla. Si rende conto che, a causa di Sephy, voleva morire veramente; ucciderla sarebbe stato un favore, ma vuole farla solo soffrire.
Jude dà a Sephy il permesso di chiamare un'ambulanza per Minerva e le dice che sa che lei si prende cura di sua sorella e della sua famiglia, in particolare del suo bambino. Poi le dice che ha intenzione di usare il suo bambino per farle del male. Sephy minaccia di ucciderlo se fa del male al suo bambino, e Jude scappa quando arrivano i soccorsi, mentre ha un nuovo piano in mente.

### Il filo del coltello
Sephy è una Cross, il gruppo privilegiato in una società in cui i Cross trattano i nulli come esseri inferiori, ma il padre di sua figlia, Callum, è un nullo. Il fratello di Callum, Jude, incolpa Sephy per le terribili perdite della sua famiglia ed è determinato a distruggere la vita di Sephy con ogni mezzo necessario. Sephy incontra Cara, una ragazza Cross, che diventerà sua amica per accedere al suo denaro.
Sephy vive con la madre di Callum, Meggie, che diventa sempre più affezionata a sua figlia, Callie Rose. Sephy riceve una lettera, presumibilmente scritta da Callum prima di morire, in cui dice che non l'amava e non può credere che fosse così stupida da cedere per lui. Meggie si rifiuta di credere alla lettera, ma Sephy diventa estremamente depressa. Più tardi incontrerà Jaxon, un uomo collerico, con una band chiamata The Mudges.
Egli offre a Sephy la parte da cantante, ma i nulli la disprezzano perché è una Cross. Successivamente, Sephy comincia a trascurare Callie Rose. Cara spende molto tempo con Jude, nonostante lui detesti i Cross, e alla fine si innamorerà di lei. Frustrato e confuso dai sentimenti che prova per una Cross, Jude picchia duramente Cara, e poi muore come risultato. Jude è accusato dell'omicidio di Cara e affronta una condanna a morte.
Sephy soffre nel vedere Meggie perdere l'ultimo membro della sua famiglia e decide, per il bene di Meggie, di fingere di avere un alibi per Jude riguardo alla morte di Cara. Questo piano funziona, e dopo aver scontato alcuni mesi di carcere per il Fronte di Liberazione, Jude viene liberato e riesce addirittura ad accusare il leader del Fronte, Andrew Dorn, dell'omicidio di Cara. Nonostante Sephy gli abbia salvato la vita da miserabile, Jude nutre ancora rancore nei suoi confronti e trama una terribile vendetta.
La vita di Sephy inizia a cadere a pezzi. I Cross la odiano solo perché ha aiutato Jude a sfuggire al cappio, mentre i nulli la disprezzano perché non è venuta in aiuto prima. Lei soffre di depressione post-partum, che la porta ad abbracciare la figlia troppo forte mentre canta la famosa canzone "Rainbow Child". Callie Rose smette di respirare e il libro si conclude con Meggie che urla: "Che cosa hai fatto?" rivolgendosi a Sephy. Dopo alcuni capitoli, il libro termina con un alto livello di suspense.

### Scacco matto
Callie Rose lotta per crescere come una mezza nulla e una mezza Cross, scoprendo la verità sulla vita di suo padre nullo da Tobey, un amico che la definisce "figlia di un terrorista". Questa rivelazione la porta a sentirsi arrabbiata con sua madre Sephy per averle nascosto la verità. Seguendo le orme di Callum, Callie alimenta un odio sempre più pervasivo.
Decide di interrompere l'amicizia con Tobey, nonostante il dispiacere che prova. Sephy, nel frattempo, si sente intrappolata e rifiuta la proposta di matrimonio del fidanzato Sonny. Incontra Nathan, il proprietario del ristorante dove canta, e tra loro inizia una relazione. Callie Rose si allontana dalle grinfie di suo zio Jude, il quale ha intenzioni suicide al solo scopo di uccidere il padre di Sephy, Kamal Hadley. Negli anni successivi, Jude diventa "il Generale", temuto comandante dei guerriglieri nel Fronte di Liberazione.
Callie Rose inizia a frequentare un ragazzo Cross di nome Lucas, il fratello di un ex amico. Jasmine Hadley, la madre di Sephy, cerca di avvicinare Callie e Sephy, ma scopre di avere il cancro al seno e lotta per la sua vita. In un momento di debolezza, beve un bicchiere di vino, infrangendo il suo divieto di non bere alcolici. Nathan si propone a Sephy e lei accetta; tuttavia, Sonny si ripresenta nella sua vita, lasciandola confusa e già impegnata.
Alla fine, Sephy scopre una lettera scritta da Callum prima di essere impiccato. In questa lettera, Callum esprime i suoi veri sentimenti e rivela che la lettera ricevuta nel secondo libro era un tentativo di convincere Sephy ad andare avanti dopo la sua morte. Callum confessa di amarla più di ogni altra cosa.
Sephy e Callie Rose riescono a ricostruire il loro rapporto madre-figlia mentre Jasmine le intrappola nella cantina per sistemare le cose. Nel frattempo, Jude e Jasmine, entrambi in preda al dolore per il cancro, muoiono insieme quando Jasmine si fa esplodere con la bomba preparata da Callie, per impedire a Jude di fare del male. Inoltre, il tentativo di Kamal Hadley di diventare il prossimo primo ministro viene sventato quando Jasmine rivela alla stampa il suo passato infido e le offerte losche in cui è stato coinvolto.

### Doppio Cross
Tutti pensano che la bomba che ha ucciso la nonna di Callie Rose sia stata un attentato terroristico perpetrato da un nullo. Tuttavia, Callie conosce la verità e la sua paura del passato condiziona le sue intenzioni per il futuro. È anche molto spaventata all'idea che Jude McGregor, suo zio ancora vivo, stia pianificando la sua vendetta (in seguito si scopre che in realtà è morto nella camera d'albergo con Jasmine), mentre il suo migliore amico e poi fidanzato, Tobey, è preoccupato per il suo futuro. Essendo un nullo, studente di una scuola esclusiva, spera di tenersi lontano dai guai, di andare all'università, di trovare un buon lavoro e lasciare alle spalle le strade pericolose della sua infanzia. Tuttavia, Tobey si rende conto di non poter rimanere ancorato ad una terra di nessuno, mentre il quartiere intorno a lui è segnato da bande rivali: una guidata da un uomo spietato di nome Alex McAuley, che offre rifugio ai nulli di basso livello, e l'altra capeggiata dai Dowd, una famiglia Cross altrettanto temibile.
Gli viene poi offerta la possibilità di guadagnare un po' di denaro solo per fare un paio di "consegne" dal suo amico Dan, dipendente da McAuley. Non vuole una parte di quel mondo, il mondo delle bande. Ma forse avrebbe potuto farla franca, solo per questa volta...
Un giorno, mentre Dan, Tobey e Callie Rose si riuniscono, Callie viene colpita da una pioggia di proiettili sparati da McAuley. L'intervento chirurgico ha successo, ma Callie finisce in coma. Sephy è furiosa con Tobey per non aver avuto il coraggio di raccontare alla polizia chi ha sparato a Callie, ignara del fatto che Tobey ha giurato vendetta su McAuley e sta pianificando di agire per "se stesso".
Mentre Callie Rose è in ospedale, Tobey trova un nuovo lavoro presso il ristorante TFTM (Thank You For The Memories), di proprietà dei Dowd, e incontra Rebecca Dowd (Becks), la capofamiglia Vanessa Dowd. Inizia a uscire con Rebecca, ma si sente combattuto tra i suoi sentimenti per Callie Rose e quelli per lei.
Quando Callie si sveglia dal coma, è triste nel vedere che Tobey sta uscendo con Rebecca e si rende conto di quanto tempo sia stata in coma. Durante una visita a casa di Vanessa Dowd, scopre che Tobey aveva fatto consegne per McAuley. Rebecca è sconvolta, ma Tobey la rassicura dicendo che non lavora più per lui. Tuttavia, decide di terminare la loro relazione e di rimanere semplicemente "amici". Quando lascia Rebecca, McAuley appare e la pugnala prima che Tobey possa avvertirla in tempo. Poi ordina a Tobey di incontrarlo nel suo magazzino.
Tobey è consapevole che McAuley ha intenzione di ucciderlo, ma ha elaborato un piano con Owen Dowd, il fratello di Rebecca. Decide di investire una grande somma di denaro in Byron Sweet, uno dei tirapiedi di McAuley, per farlo passare per un traditore. Si dirige quindi al magazzino per mettere in atto il suo piano, riuscendo a ingannare McAuley. Tuttavia, durante l'operazione, Tobey si trova faccia a faccia con altri due scagnozzi di McAuley e rischia di essere ucciso. In quel momento, Dan appare inaspettatamente e elimina i due uomini, salvando Tobey. Dopo l'azione, Dan è costretto a fuggire.
Nel frattempo, durante la lettura del testamento di Jasmine Hadley, viene rivelato che Callie è responsabile della morte di cinque persone: Rebecca Dowd, Byron Sweet, Alex McAuley e due delle sue guardie, Dave e Scott, a causa delle sue azioni immorali. Dan si trova ora a dover affrontare il resto della sua vita in prigione o in fuga. Callie non nega le accuse; sa di aver causato tutto questo per proteggere Tobey. La sua risposta a lui è che le sue azioni hanno portato alla morte di due persone: Jasmine Hadley e Jude McGregor. Alla fine, Callie Rose e Tobey decidono di riprendere la loro relazione. Nell'epilogo, si scopre che entrambi hanno deciso di iscriversi all'università per studiare legge. Inoltre, Tobey avvia un'iniziativa per finanziare parzialmente il Meadowview Shelter, un rifugio dedicato ad aiutare le persone a superare la dipendenza da droghe e alcol. Questa versione mantiene gli elementi chiave della trama originale ma migliora la fluidità del racconto e chiarisce i rapporti tra i personaggi e gli eventi.

## I personaggi
- Persephone Mira Hadley (soprannominata Sephy) 
Comunemente conosciuta come Sephy, è la figlia di un avido e potente Cross, Kamal Hadley. Era l'amica d'infanzia di Callum McGregor, e nonostante lui fosse un nullo, si innamorò perdutamente di lui. Dopo alcuni anni trascorsi senza contatto, Callum la rapisce; tuttavia, durante il loro incontro, finiscono per fare l'amore e avranno una bambina, Callie Rose, nome scelto da Callum poco prima della sua morte. Nell'edizione del nuovo libro "Scacco matto", Sephy inizia a sviluppare dei sentimenti per Sonny, un membro di una band. Sebbene esca con Nathan, un ricco Cross, Sonny rivela i suoi sentimenti per lei alla fine del libro, proonendogli di sposarsi, ma Sephy rifiuta, pur volendogli bene. Anche Nathan le propone di sposarlo ma in questo caso Sephy accetta; in "Doppio Cross" si sposeranno.
- Callum McGregor 
Callum McGregor è un nullo, il migliore amico e fidanzato di Sephy. Il fratello di Lynette, soffriva di gravi problemi mentali che lo portarono al suicidio. Callum sa che non si trattava di un incidente stradale, poiché ha trovato una lettera lasciata da Lynette prima della sua morte. Ha anche un fratello maggiore, Jude, con cui ha frequenti scontri. Riuscì a entrare nella scuola di Sephy, dimostrando la sua intelligenza, dato che solo pochi nulli erano ammessi; tuttavia, abbandonò gli studi perché non riusciva a gestire la discriminazione subita. Dopo aver perso il contatto con Sephy, Callum lavorava per la Milizia di Liberazione, dove venne coinvolto nel piano per sequestrare Sephy. Tuttavia, durante il rapimento, finisce per fare l'amore con lei per cui decide di lasciarla andare. Callum è il padre di Callie Rose, la figlia di Sephy; purtroppo, viene impiccato per averla rapita e messa incinta.
- Jude McGregor 
Jude McGregor è il fratello maggiore di Callum e Lynette, e nutre un profondo rancore nei confronti di Sephy, accusandola di essere responsabile della morte di Callum. La sua avversione si estende a tutti i Cross, ma la situazione si complica quando si innamora di Cara, una Cross che inizialmente intende sfruttare per il suo denaro. Nonostante i suoi piani iniziali, Jude inizia a sviluppare sentimenti genuini per Cara. Tuttavia, la confusione e le emozioni contrastanti legate al suo odio per i Cross diventano insopportabili, spingendolo a seguire il suo piano originale. Alla fine, Jude picchia Cara a morte e ruba i suoi soldi. In seguito, tenta di utilizzare Callie Rose per avvicinarsi a Sephy, pianificando di addestrarla come terrorista. Tuttavia, il suo piano fallisce quando Jasmine attiva una bomba nella sua stanza d'albergo. Prima di essere ucciso dall'esplosione, Jude ammette finalmente i suoi sentimenti per Cara, riconoscendo che lei è stata l'ultima persona a cui ha pensato prima di morire.
- Callie Rose McGregor 
È la figlia di Callum e Sephy; suo padre muore prima che lei nascesse. Prova del risentimento verso sua madre per averle nascosto la verità su suo padre e si unisce alla Milizia di Liberazione dopo essere stata manipolata da suo zio Jude. Aveva intenzione di farsi saltare in aria insieme a suo nonno, ma sua nonna la salvò rubando la bomba e bloccandola in cantina con sua madre. Alla fine, Callie Rose perdonerà sua madre. Avrà una relazione con Tobey, un nullo e un suo amico d'infanzia, rispecchiando l'improbabile relazione tra i suoi genitori. Entrambi studieranno legge all'università.
- Tobey Durbridge 
È l'amico d'infanzia di Callie, che spesso la prende in giro, mettendola nei guai. In "Doppio Cross", entra in una gang pericolosa, ma decide di lasciarla dopo che Callie viene colpita da uno dei membri per finire in coma. Per vendicarsi vorrebbe uccidere il loro capo, Alex McAuley. Nell'ultimo libro, Tobey e Callie diventano una coppia e entrambi si iscrivono all'università per studiare legge, dopo che Tobey eredita una somma di sei cifre dalla volontà di Jasmine.

- Jasmine Dharna Ninah Adyebe-Hadley 
È la madre di Sephy e Minerva. Divenne un'alcolizzata, ma alla fine della serie riesce a disintossicarsi. Aveva una buona amicizia con la famiglia McGregor, poiché Meggie McGregor lavorò per lei. In "Scacco matto", le viene diagnosticato un cancro. Si suicida attivando una bomba, uccidendo anche Jude nel tentativo di proteggere Sephy e Callie.
- Kamal Hadley 
E' un avido e potente Cross, disposto a fare di tutto di avere più potere. È il padre di Sephy e Minerva, e nonno di Callie; tuttavia, chiuderà la porta in faccia a Callie quando verrà a visitarlo. Dopo il divorzio da Jasmine, si risposa. Grazie a una lettera, Jasmine annuncia ai media che perderà il potere in "Scacco matto".
- Minerva Hadley 
È la sorella maggiore di Sephy, che spesso, scherzosamente la chiama "Minnie". Sebbene lei e Sephy non siano molto vicine, a volte si vogliono bene; Minerva ha un carattere egoista e non mantiene le promesse. In futuro, Minerva sposerà un Cross benestante di nome Zuri, e insieme avranno un bambino di nome Taj.
- Lynette McGregor 
È la sorella maggiore di Callum ; soffre di un disturbo mentale a causa di un attacco subito da un gruppo di nulli, da loro "punita" per essere stata fidanzata con un Cross. Questo attacco estremamente traumatico, la portata a credere di essere una Cross anziché una nulla, e comunica difficilmente con la sua famiglia. Alla fine, si suicida gettandosi davanti a un autobus, e solo Callum sa che non si è trattato di un incidente.
- Ryan McGregor 
È il padre di Callum, Lynette e Jude. Venne ucciso da un recinto elettrico mentre cercava di scappare di prigione in seguito ai bombardamenti di Dundale.
- Meggie McGregor 
È la madre di Callum, Lynette e Jude. Lavorava come infermiera per Jasmine Hadley, ma poi fu licenziata. In "Il filo del coltello", convince Sephy ad andare a vivere con lei e si prende cura di Callie. Tuttavia, a causa di una minaccia che ha fatto a Sephy quando voleva uscire insieme a Callie, il loro rapporto si rompe e non si parlano più. La minaccia riguardava il fatto che Meggie aveva contattato i servizi sociali, lamentandosi che Sephy stava mandando Callie Rose da un'alcolista, Jasmine Hadley. Nel corso della sua vita, Meggie attraversa una serie di eventi tragici che la segneranno per sempre: un marito viene fulminato mentre fugge dal carcere, una figlia si suicida gettandosi davanti a un autobus, un figlio viene impiccato pubblicamente per sua volontà e un altro viene fatto saltare in aria in un tentativo di suicidio dal suo ex migliore amico.
- Lucas Cheshie 
È stato l'ex fidanzato di Callie ed è un Cross. Si presenta in "Scacco matto" e in "Doppio Cross", e ha una sorella che era un'ex buona amica di Callie, oltre a un padre razzista.
- Rebecca Dowd 
È la figlia di Vanessa Dowd, una ricca Cross che guadagna il suo denaro attraverso traffico di droga, spedizioni illegali e altro. In passato, Rebecca usciva con Tobey, ma la loro relazione cambia quando Callie viene colpita da Alex McCauley, acerrimo nemico della famiglia Dowd. Rebecca si sente molto sola e ama Tobey perché lo apprezza per quello che è, non per il suo cognome; tuttavia, Tobey è rimasto innamorato di Callie. Purtroppo, Rebecca viene uccisa da Alex McCauley, segnando un tragico punto di svolta nella storia.
- La famiglia Dowd 
E' è una ricca famiglia Cross che possiede la metà di Meadowview ed è rivale della gang di Alex McAuley. Appare solo in "Doppio Cross".
- Alex McAuley 
E' l'antagonista principale in "Doppio Cross" ed è il capo di una banda. Verrà ucciso da Tobey.
- Dan 
In "Doppio Cross", Dan è un amico di Tobey che sfrutta la disperata situazione finanziaria di quest'ultimo per introdurlo nella vita della banda.
- Cara Imega 
È una Cross di buon cuore che si innamora di Jude. Fa una campagna contro la discriminazione verso i nulli, ma Jude inizialmente esce con lei solo per i suoi soldi. Tuttavia, alla fine si innamora di lei, pur avendo paura dei sentimenti che lo allontanano dal suo piano originale. Tragicamente, Jude la uccide per prendere i suoi soldi. Prima che Jasmine uccida Jude, l'unica persona a cui lui pensa è Cara.
- Sonny 
Nel "Il filo del coltello", Jude è un membro della band di Sephy. Inizia a uscire con lei, ma Sephy decide di rompere con lui nonostante i forti sentimenti che entrambi provano.
- Nathan 
È il proprietario di un ristorante dove canta Sephy. Iniziano una relazione e si sposano in "Il filo del coltello" e in "Doppio Cross". Nathan e Sephy realizzano di avere sentimenti l'uno per l'altra e insieme hanno un figlio di nome Troy.

## Altri personaggi
- Misty
- Amy (ex-cantante)
- Rhino
- Jack Lubanjah
- Byron Sweet
- Trevor
- Sammi
- Ella Cheshie
- Mrs Paxton
- The Resnick Family
- Grace Hadley
- Taj
- Zuri
- Sarah Pike
- Jake Lee
- Shania
- Juno

## Adattamenti
Il primo libro Noughts & Crosses reintitolato Black & White venne adattato e diretto per la Royal Shakespeare Company by former RSC Associate da Dominic Cooke, con Richard Madden e Ony Uhiara nei ruoli principali di Callum e Sephy. I ruoli hanno avuto entrambe critiche positive, e Blackman ha aggiunto che erano in buone mani.

## La fortuna dell'opera
Il romanzo viene tradotto per la prima volta in Italia a giugno 2011 dall'edizione Rizzoli Editore con il titolo de Il bianco e il nero e tradotto da Michela Proietti. Da esso fu tratta una versione videogioco e da teatro con Richard Madden e Ony Uhiara. È stata annunciata una versione cinematografica prevista nel 2015 chiamata Il bianco e il nero con gli attori Bobby Lockwood e Stephanie Meghan nelle parti di Callum e Sephy.